# Lethrus kiritschenkoi
Lethrus kiritschenkoi är en skalbaggsart som beskrevs av Medvedev 1965. Lethrus kiritschenkoi ingår i släktet Lethrus och familjen tordyvlar. Inga underarter finns listade i Catalogue of Life.